# Monument à la bête debout
Monument à la bête debout (Monument with Standing Beast) est une sculpture monumentale de l'artiste français Jean Dubuffet située juste en face du James R. Thompson Center dans le secteur financier du Loop à Chicago, dans l'État de l'Illinois, aux États-Unis. Réalisée en 1984, cette structure en polyépoxyde peint au polyuréthane fait 8,8 mètres de hauteur. Dubuffet a réalisé sa maquette en 1969, dans le cadre du projet pour la commande de la Chase Manhattan Bank, à New York, qui a finalement retenu le Groupe de quatre arbres.

## Conception
Le Monument à la bête debout devait être la partie d'un ensemble de plusieurs sculptures monumentales, disposées selon un parcours, et reliées entre elles par des ouvertures amovibles, sortes de portes ou éléments « hourloupiens », selon le terme employé souvent par l'artiste lui-même. Outre le Groupe des quatre arbres, un Monument fantôme devait s'ajouter à l'ensemble. La commande passée par l'homme d'affaires et milliardaire américain David Rockefeller a été ensuite révisée.
Le Monument à la bête debout a été installé à proximité immédiate de l'hôtel de ville de Chicago, juste devant l'entrée principale du James R. Thompson Center, où il porte le nom de Monument with Standing Beast. L'ensemble est composé d'un animal debout, d'un arbre, d'une arche et de divers éléments architecturaux. Il a été commandé à Dubuffet par le Capital Development Board de l'Illinois (Illinois Capital Development Board).
La sculpture est faite d'un plastique à renfort de verre, il s'agit d'un matériau composite constitué d'une matrice polymère (appelée résine) renforcée par des fibres ou parfois par des microsphères de verre. Elle est l'une des 19 œuvres d'art commandées et financées dans le cadre du programme Art-in-Architecture de l'État de l'Illinois.

## Histoire
Le Monument à la bête debout a été financé par la Fondation Leonard J. Horwich, la Fondation Graham et des anonymes. Dubuffet était particulièrement apprécié à Chicago où son travail trouvait de nombreux amateurs depuis de nombreuses années,, comme l'Art Institute of Chicago, qui a acquis plusieurs œuvres de l'artiste dès les années 1950. Le monument pèse dix tonnes environ, et il est affectueusement surnommé par de nombreux Chicagoans « Snoopy in a Blender » (littéralement « Snoopy dans un mixeur ») pour une raison que l'on ignore.